# باشگاه فوتبال قند-اویل
باشگاه فوتبال قند-اویل یک باشگاه فوتبال قرقیزستانی مستقر در قند، قرقیزستان بود.